# 圣安德烈拉科特
圣安德烈拉科特（法語：Saint-André-la-Côte，法語發音：[sɛ̃t‿ɑ̃dʁe la kot]）是法国罗讷省的一个市镇，属于里昂区。

## 地理
圣安德烈拉科特（45°37'49"N, 4°36'3"E）面积4.77 平方千米，位于法国奥弗涅-罗讷-阿尔卑斯大区罗讷省，该省份为法国中东部省份，北起顺时针与索恩-卢瓦尔省、安省、里昂大都会、伊泽尔省和卢瓦尔省接壤。
与圣安德烈拉科特接壤的市镇（或旧市镇、城区）包括：龙塔隆、绍桑、圣卡特琳、沙巴尼耶尔。
圣安德烈拉科特的时区为UTC+01:00、UTC+02:00（夏令时）。

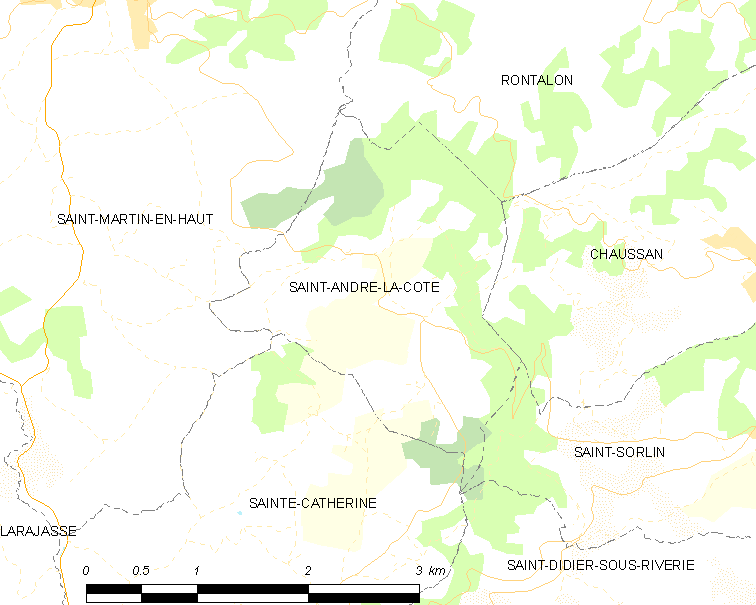
圣安德烈拉科特的OSM定位图

## 行政
圣安德烈拉科特的邮政编码为69440，INSEE市镇编码为69180。

## 政治
圣安德烈拉科特所属的省级选区为沃涅赖县。

## 人口

1962-2008年间圣安德烈拉科特人口变化图示

圣安德烈拉科特于2022年1月1日时的人口数量为274人。